# Jan Nepomuk I. ze Šternberka
Jan Nepomuk I. hrabě ze Šternberka, také ze Sternbergu (11. nebo 25. července 1713 – 13. února nebo 22. srpna 1798 Praha) byl český šlechtic z Leopoldovy linie rodu Šternberků. V letech 1771–1798 zastával úřad nejvyššího podkomoří králové v Čechách.

## Původ
Jan Nepomuk se narodil jako druhý syn pozdějšího prezidenta české komory Františka Leopolda ze Šternberka (9. července 1680 nebo 1681 Praha – 14. května 1745 Žirovnice) a jeho manželky Marie Anny Johany ze Schwarzenbergu (23. listopadu 1688 Vídeň – 27. září 1757 Praha). Jeho starší bratr František Adam ze Šternberka (1711–1789) zastával úřad nejvyššího zemského maršálka Českého království.

## Kariéra
Po studiích si hrabě vybral vojenskou kariéru. Bojoval proti Turkům a poté i ve válkách Marie Terezie s pruským králem Fridrichem II. V bitvě u Molvic v roce 1741 byl zraněn na hlavě. V bitvě u Chotusic (u Čáslavi) o rok později byl opět vážně zraněn na hlavě, tentokrát mu musela být dokonce trepanována lebka. Následně vstoupil do civilních služeb a v letech 1749–1751 byl hejtmanem Kouřimského kraje. Nakonec se stal podkomořím králové.

## Majetek
V roce 1758 koupil v dražbě od dědiců Jana Václava Bubna z Litic panství Radnice na Rokycansku.

## Rodina
Dne 24. srpna 1746 se v Praze oženil se vzdělanou hraběnkou Annou Josefou Krakowskou z Kolowrat (28. prosince 1726 Praha – 10. srpna 1790), dcerou pozdějšího nejvyššího zemského sudího a nejvyššího purkrabího Českého království Filipa Neria Kolowrat-Krakowského (1686–1773) a jeho manželky Anny Marie Barbory Michnové z Vacínova (1707–1772). Narodili se jim dvě dcery a tři synové. Druhá dcera zemřela mladá a žádný ze synů se neoženil. Všichni byli intelektuálně velmi činní, nejvíce se však proslavil nejmladší Kašpar Maria ze Šternberka.
- 1. Josefa Anna (5. 1. 1748 Praha – 16. 6. 1787)
- 2. Marie Leopoldina (28. 1. 1749 Praha – 4. 3. 1749 Praha)
- 3. Jan Nepomuk II. (25. 7. 1752 Praha – 13. 2. 1789 Sebeș (Mühlbach),[3] Sedmihradsko), c. k. podplukovník pěšího pluku Esterházy, člen Společnosti nauk
- 4. Jáchym (12. 5. 1755 Praha – 18. 10. 1808 Březina), c. k. důstojník, člen Společnosti nauk, mineralog a chemik
- 5. Kašpar (6. 1. 1761 Praha – 20. 12. 1838 Březina), botanik a paleontolog, spoluzakladatel Vlasteneckého muzea a od roku 1822 prezident Společnosti muzea.